# Freccia Vallone 2022
La Freccia Vallone 2022, ottantaseieisima edizione della corsa e valevole come sedicesima prova dell'UCI World Tour 2022 categoria 1.UWT, si svolse il 20 aprile 2022 su un percorso di 202,1 km, con partenza da Blegny e arrivo a Huy, nella regione belga della Vallonia. La vittoria fu appannaggio del belga Dylan Teuns, che completò il percorso in 4h42'12", alla media di 42,969 km/h, precedendo lo spagnolo Alejandro Valverde ed il russo Aleksandr Vlasov.
Sul traguardo di Huy 140 ciclisti, su 173 partiti da Blegny, portarono a termine la competizione.

## Squadre e corridori partecipanti
| N.      | Cod. | Squadra                     |
| ------- | ---- | --------------------------- |
| 1-7     | QST  | Quick-Step Alpha Vinyl Team |
| 12-17   | TJV  | Jumbo-Visma                 |
| 21-27   | MOV  | Movistar Team               |
| 31-37   | IPT  | Israel-Premier Tech         |
| 41-47   | ARK  | Team Arkéa-Samsic           |
| 51-57   | UAD  | UAE Team Emirates           |
| 61-67   | IGD  | Ineos Grenadiers            |
| 71-77   | GCF  | Groupama-FDJ                |
| 81-87   | BEX  | Team BikeExchange-Jayco     |
| 91-97   | BOH  | Bora-Hansgrohe              |
| 101-107 | TFS  | Trek-Segafredo              |
| 111-117 | AFC  | Alpecin-Fenix               |
| 121-127 | AST  | Astana Qazaqstan Team       |

| N.      | Cod. | Squadra                   |
| ------- | ---- | ------------------------- |
| 131-137 | IWG  | Intermarché-Wanty-Gobert  |
| 141-147 | COF  | Cofidis                   |
| 151-157 | ACT  | AG2R Citroën Team         |
| 161-167 | UXT  | Uno-X Pro Cycling Team    |
| 171-177 | TBV  | Bahrain Victorious        |
| 181-187 | DSM  | Team DSM                  |
| 191-197 | TEN  | TotalEnergies             |
| 201-207 | EFE  | EF Education-EasyPost     |
| 211-217 | LTS  | Lotto Soudal              |
| 221-227 | SVB  | Sport Vlaanderen-Baloise  |
| 231-237 | BWB  | Bingoal Pauwels Sauces WB |
| 241-247 | BBK  | B&B Hotels-KTM            |

## Ordine d'arrivo (Top 10)
| Pos. | Corridore          | Squadra       | Tempo    |
| ---- | ------------------ | ------------- | -------- |
| 1    | Dylan Teuns        | Bahrain       | 4h42'12" |
| 2    | Alejandro Valverde | Movistar      | a 2"     |
| 3    | Aleksandr Vlasov   | Bora          | s.t.     |
| 4    | Julian Alaphilippe | Quick-Step    | a 5"     |
| 5    | Daniel Martínez    | Ineos         | a 7"     |
| 6    | Michael Woods      | Israel        | s.t.     |
| 7    | Ruben Guerreiro    | EF            | s.t.     |
| 8    | Rudy Molard        | Groupama      | s.t.     |
| 9    | Warren Barguil     | Arkéa         | s.t.     |
| 10   | Alexis Vuillermoz  | TotalEnergies | s.t.     |